# Кучеровский сельский совет (Глуховский район)
Кучеровский сельский совет (укр. Кучерівська сільська рада) — входит в состав
Глуховского района
Сумской области
Украины.
Административный центр сельского совета находится в 
с. Кучеровка
.

## Населённые пункты совета
- с. Кучеровка
- с. Харьковка